# Cesare Bonivento
Cesare Bonivento (ur. 30 września 1940 w Chioggi) – włoski duchowny rzymskokatolicki posługujący w Papui-Nowej Gwinei, w latach 1992–2018 biskup Vanimo.

## Życiorys
Święcenia kapłańskie przyjął 26 czerwca 1965. 21 grudnia 1991 został prekonizowany biskupem Vanimo. Sakrę biskupią otrzymał 10 maja 1992. 5 lutego 2018 przeszedł na emeryturę.